# Перекрыша
 Перекрыша  — положения управляющего органа крана машиниста, при которых тормозная магистраль сообщается с уравнительным резервуаром крана машиниста и а) разобщается от питательной магистрали и атмосферы (т.н. положение перекрыши без питания) или б) питается из питательной магистрали с поддержанием в ней давления, равного давлению в уравнительном резервуаре крана машиниста (т.н. положение перекрыши с питанием).

## Как это работает
Функция перекрыши направлена на поддержание на постоянном уровне промежуточной ступени давления в тормозных цилиндрах, достигнутого при предшествующей ступени (ступенях) торможения (или иногда ступени отпуска). Как правило, за перекрышей может следовать как дальнейшая ступень торможения, увеличивающая давление в тормозных цилиндрах, так и отпуск, в зависимости от конструкции тормозов — либо только полный (у воздухораспределителей системы Вестингауза), либо, как и торможение, ступенчатный (у воздухораспределителей Матросова, включенных на горный режим, или при электропневматическом тормозе), то есть при необходимости частичный или происходящий в несколько ступеней, которые в этом случае также чередуются с положениями перекрыши.